# Galeandra leptoceras
Galeandra leptoceras är en orkidéart som beskrevs av Rudolf Schlechter. Galeandra leptoceras ingår i släktet Galeandra och familjen orkidéer.
Artens utbredningsområde är Colombia. Inga underarter finns listade i Catalogue of Life.

## Bildgalleri

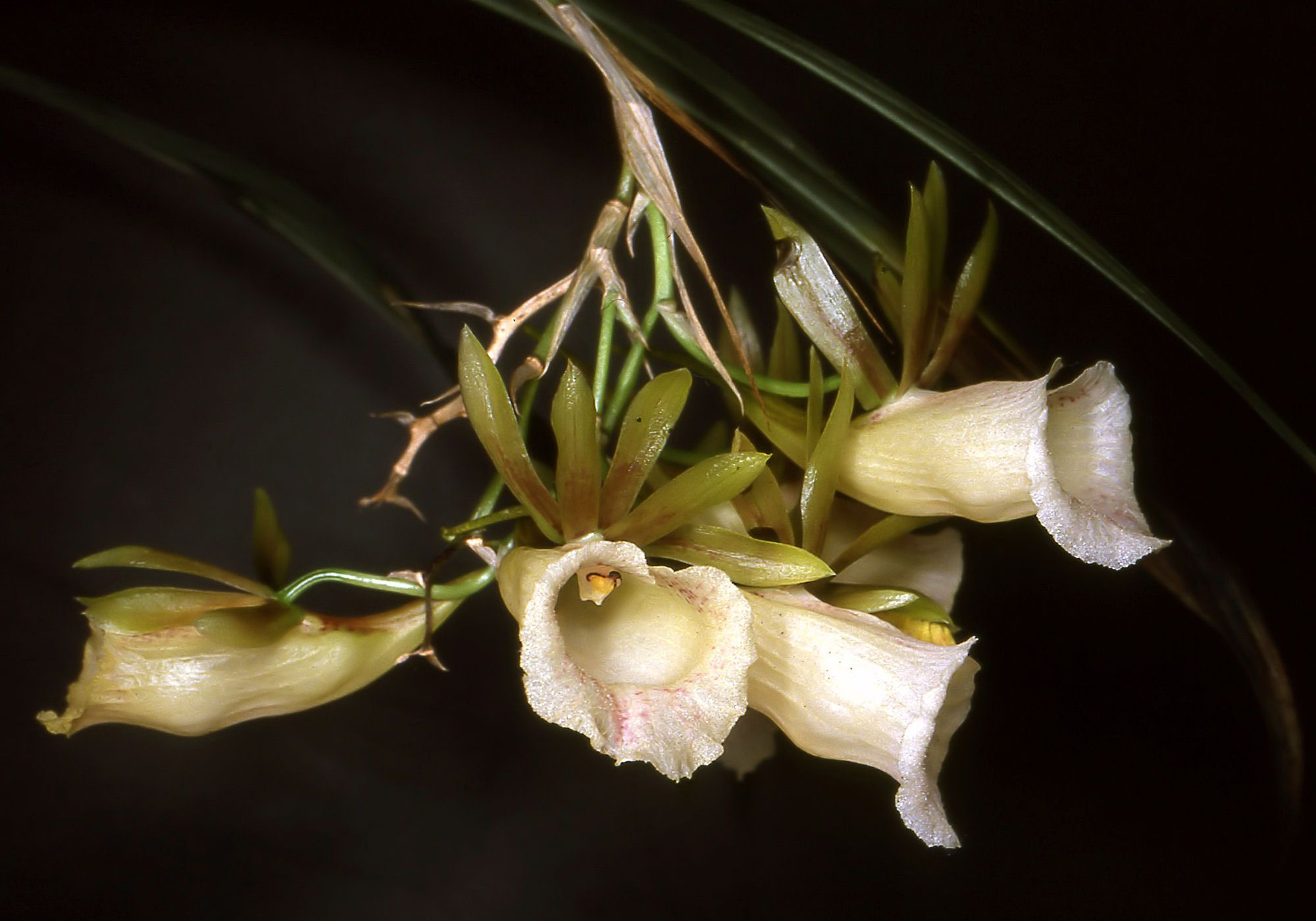
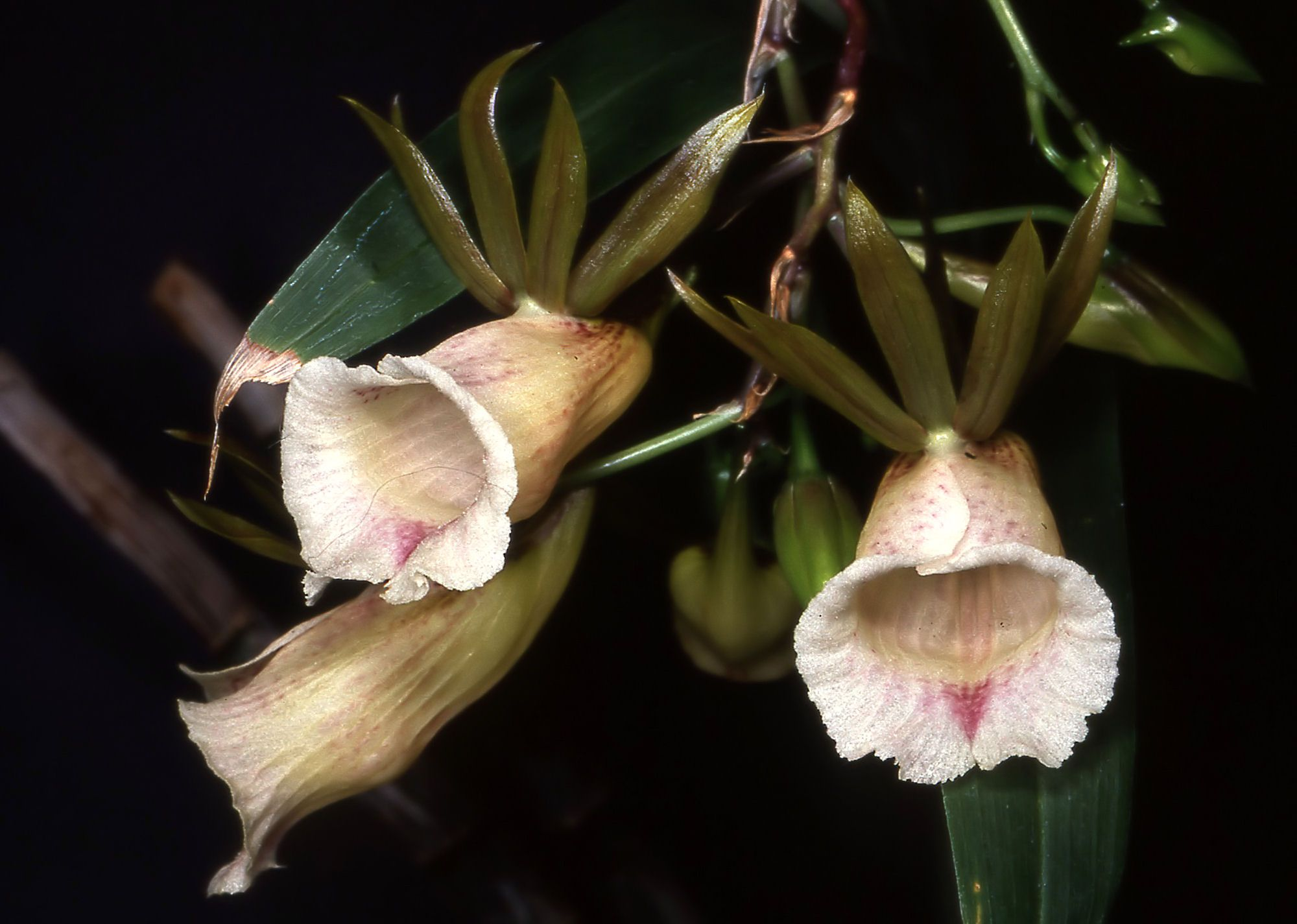
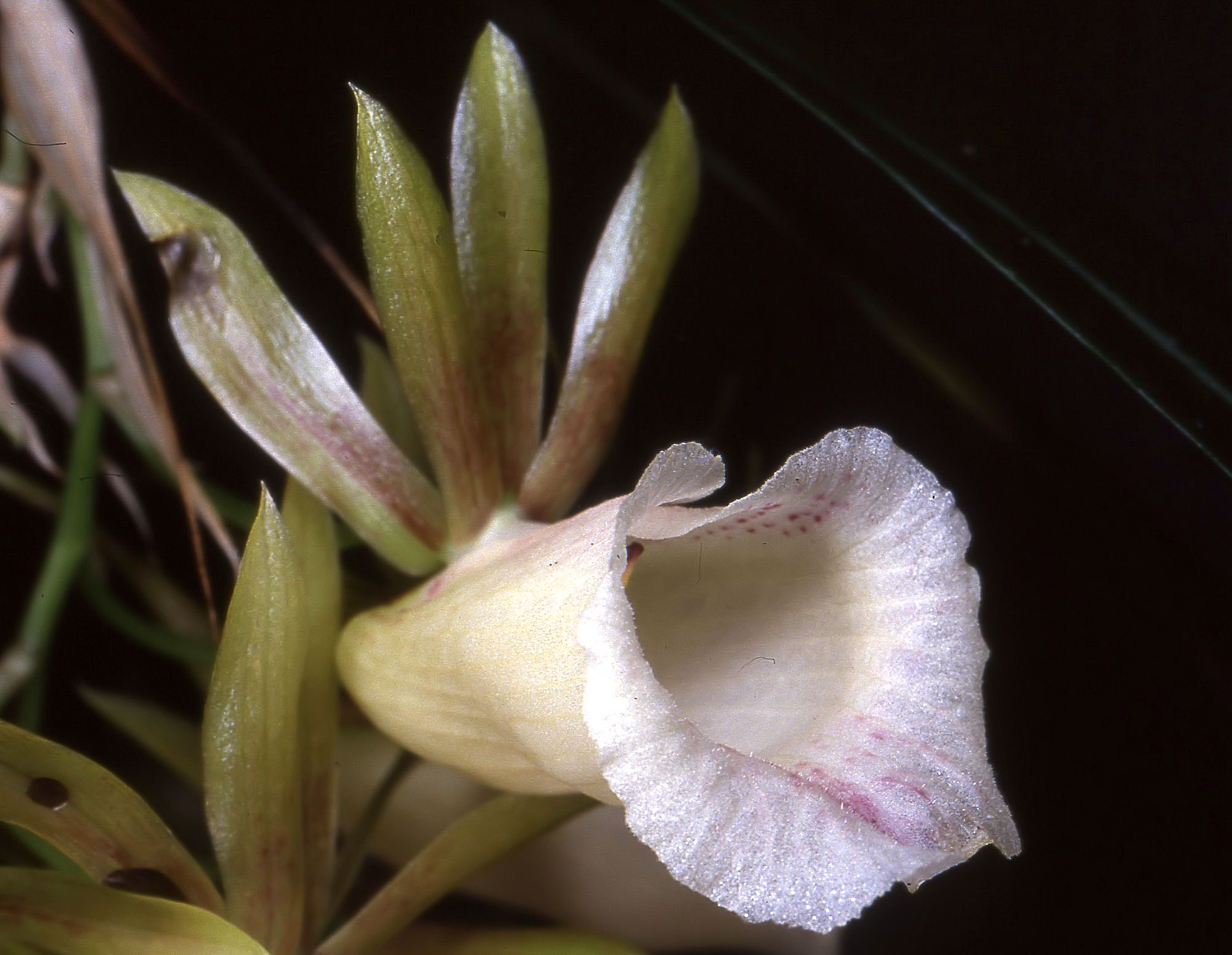
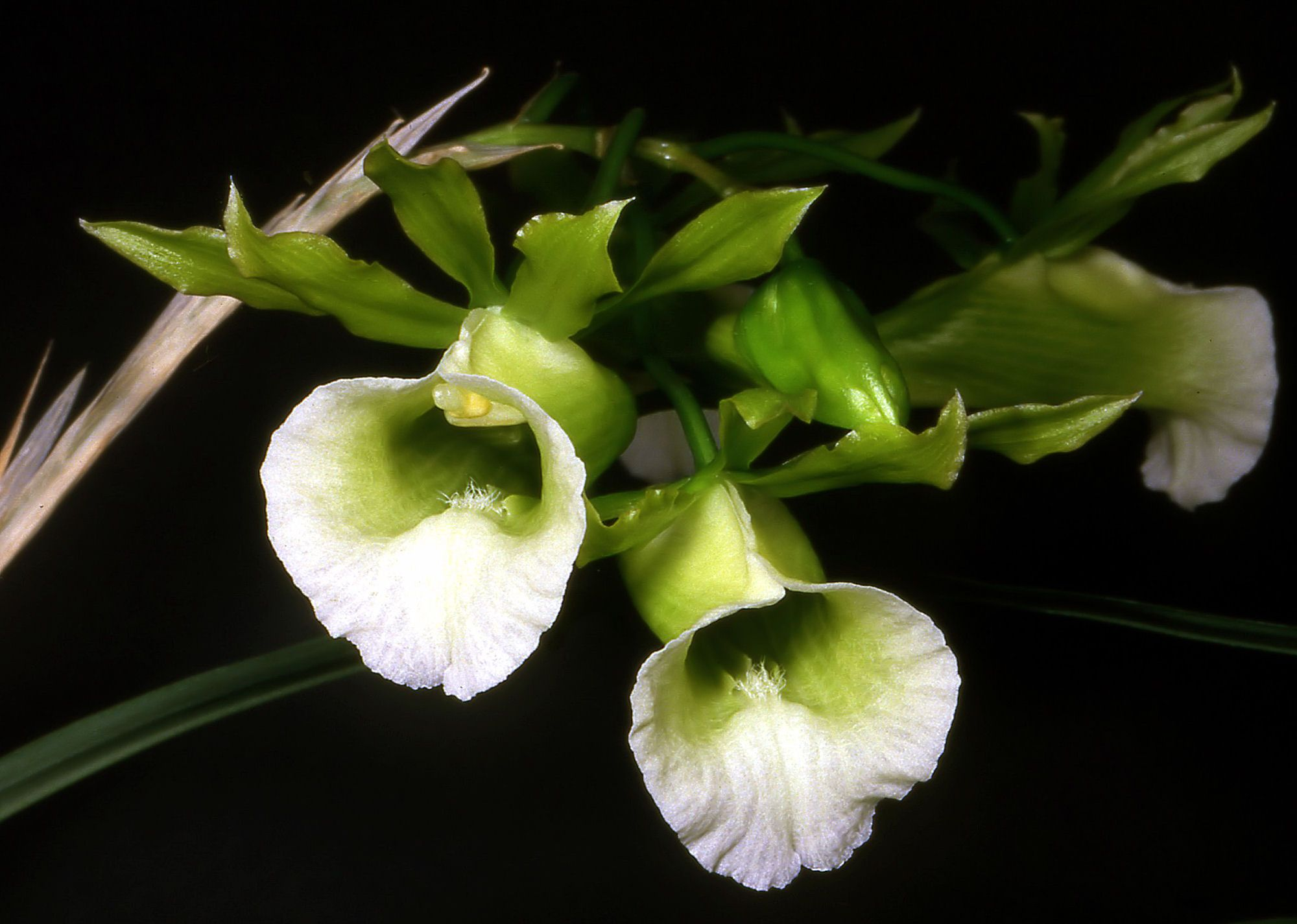
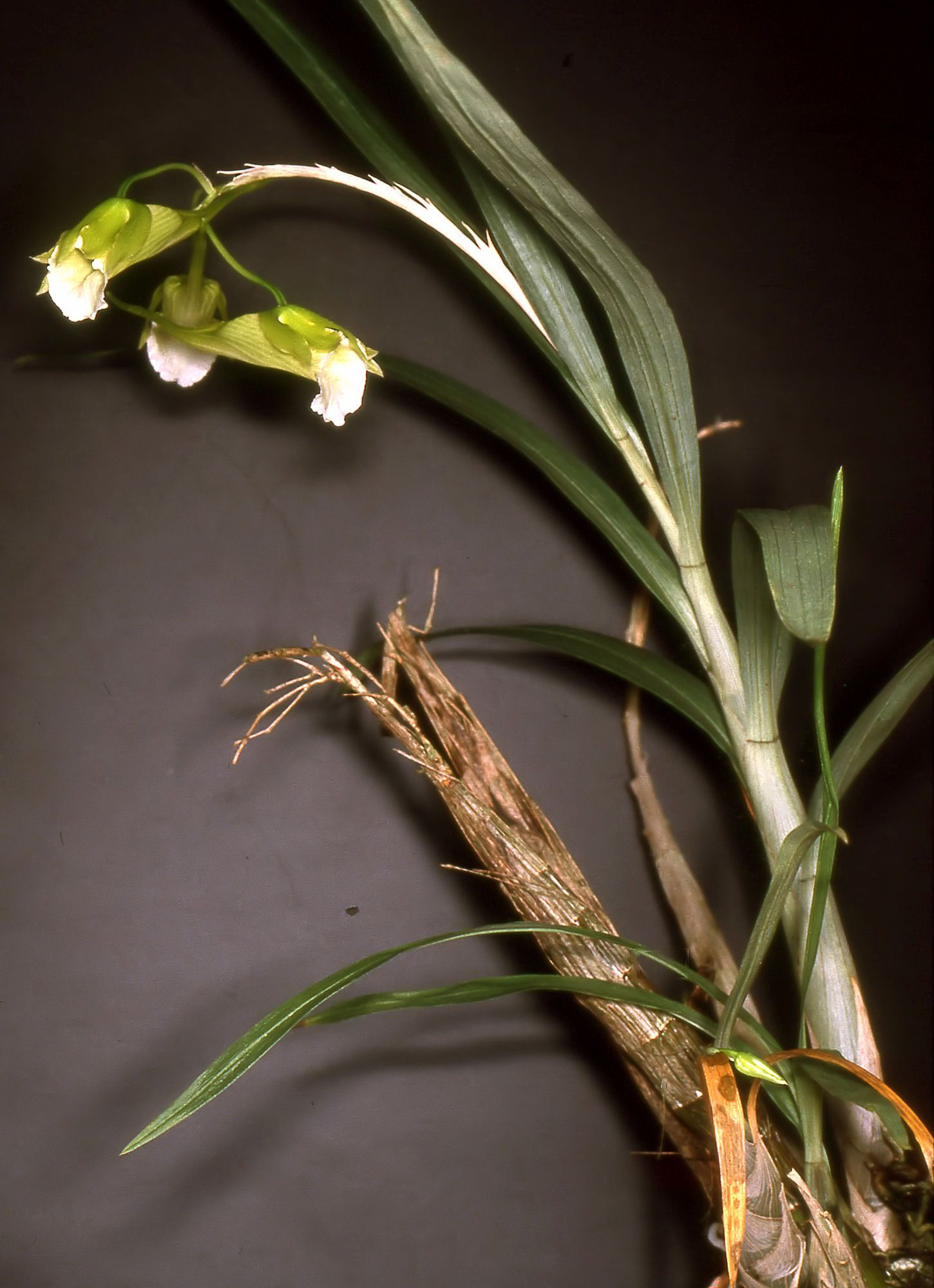
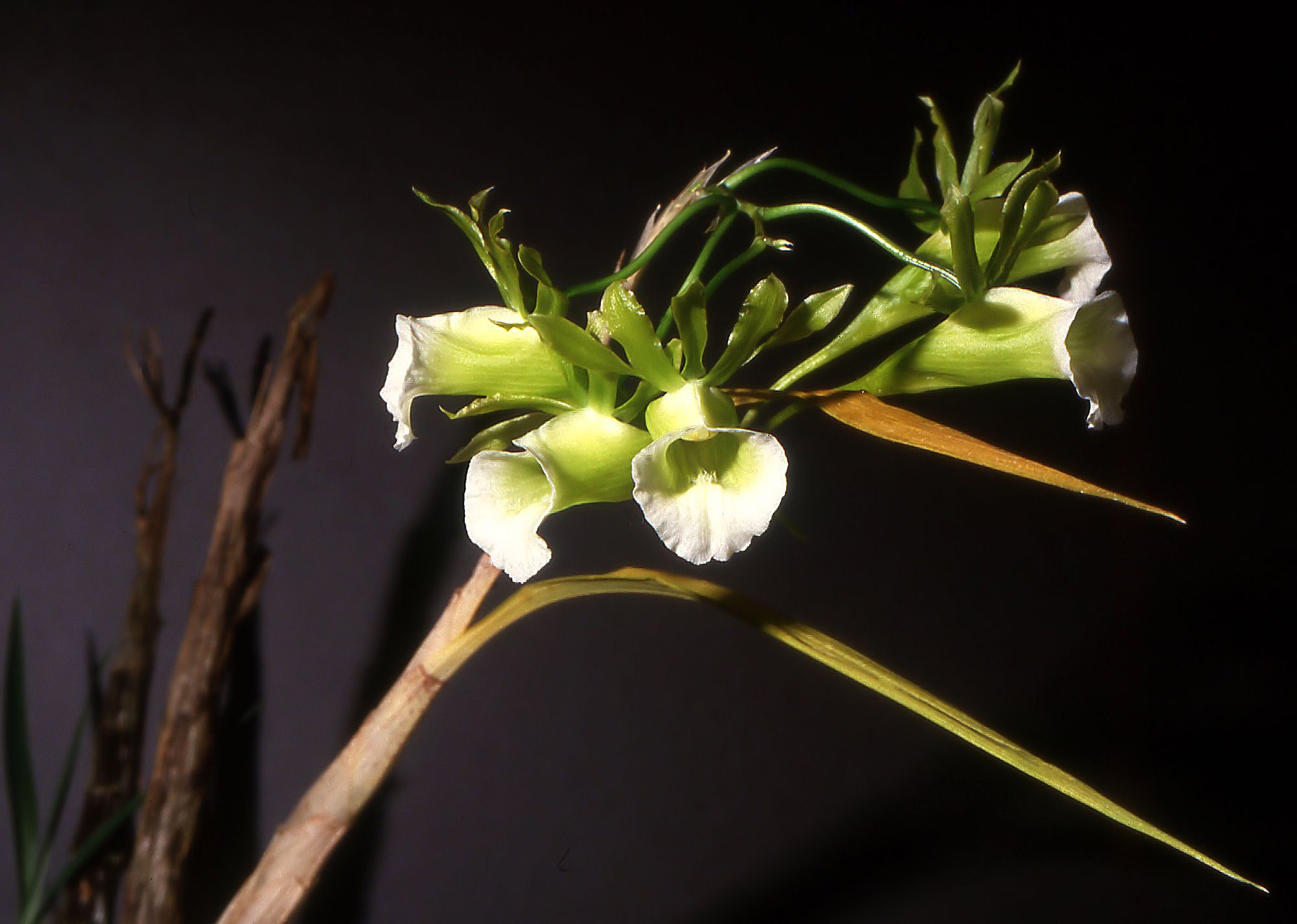